# Доровських Тетяна Володимирівна
Тетяна Володимирівна Самоленко  (нар. 12 серпня 1961) — радянська легкоатлетка, олімпійська чемпіонка.

## Виступи на Олімпіадах
| Олімпіада      | Дисципліна         | Місце |
| -------------- | ------------------ | ----- |
| Сеул 1988      | біг на 1500 метрів | 3     |
| Сеул 1988      | біг на 3000 метрів | 1     |
| Барселона 1992 | біг на 1500 метрів | 4     |
| Барселона 1992 | біг на 3000 метрів | 2     |